# Натуральное нейроактивное вещество
Натура́льное нейроакти́вное вещество́ (NAS) — это химический агент, синтезируемый нейронами и воздействующий на свойства других нейронов или мышечных клеток. 
Натуральные нейроактивные вещества разделяют на нейротрансмиттеры, нейромодуляторы и нейрогормоны. Нейротрансмиттеры выделяются нейронами для сигнального воздействия на другую клетку через синапсы. Нейромодуляторы высвобождаются в непосредственной близости от группы синапсов и, влияя на них, осуществляют свою деятельность с использованием одного или нескольких химических веществ, тем самым регулируя популяции нейронов. Нейрогормоны выбрасываются в кровь и могут влиять на любое свойство нейронов, мышечных клеток, созревания репродуктивной системы, роста, синтеза пигмента и т.д.